# Macromitrium calomicron
Macromitrium calomicron är en bladmossart som beskrevs av Brotherus in Voeltzkow 1908. Macromitrium calomicron ingår i släktet Macromitrium och familjen Orthotrichaceae. Inga underarter finns listade i Catalogue of Life.